# Fultonville
Fultonville és una població dels Estats Units a l'estat de Nova York. Segons el cens del 2000 tenia 710 habitants.

## Demografia
Segons el cens del 2000, Fultonville tenia 710 habitants, 279 habitatges, i 191 famílies. La densitat de població era de 571,1 habitants/km².
Dels 279 habitatges en un 33% hi vivien nens de menys de 18 anys, en un 44,4% hi vivien parelles casades, en un 17,6% dones solteres, i en un 31,2% no eren unitats familiars. En el 25,8% dels habitatges hi vivien persones soles l'11,8% de les quals corresponia a persones de 65 anys o més que vivien soles. El nombre mitjà de persones vivint en cada habitatge era de 2,5 i el nombre mitjà de persones que vivien en cada família era de 2,96.
Per edats la població es repartia de la següent manera: un 27,7% tenia menys de 18 anys, un 9,4% entre 18 i 24, un 26,9% entre 25 i 44, un 21,4% de 45 a 60 i un 14,5% 65 anys o més.
L'edat mediana era de 35 anys. Per cada 100 dones de 18 o més anys hi havia 88,6 homes.
La renda mediana per habitatge era de 32.361 $ i la renda mediana per família de 34.167 $. Els homes tenien una renda mediana de 30.500 $ mentre que les dones 20.909 $. La renda per capita de la població era de 15.283 $. Entorn del 3,4% de les famílies i el 6,9% de la població estaven per davall del llindar de pobresa.